# تشونام دراغونز
تشونام دراغونز (بالكورية: 전남 드래곤즈) هو اتحاد كرة قدم محترف يقع في مدينة جوانج يانج، مقاطعة جولا الجنوبية، كوريا الجنوبية، ويلعب في الدرجة الثانية من كرة القدم الكورية، في ملعب جوانج يانج لكرة القدم، الملقب بـ «زنزانة التنين»، هو أحد الملاعب الأولى المخصصة لكرة القدم التي تم بناؤها في كوريا الجنوبية. فاز الفريق بكأس الاتحاد الإنجليزي أربع مرات في أعوام 1997 و 2006 و 2007 و 2021، وكأس أبطال الكؤوس الآسيوية في عام 1999 وحصل على المركز الثاني في الدوري عام 1997. لون النادي أصفر يطابق لون التنين الموجود على شعار النادي.

## التاريخ والتأسيس
تأسس الفريق في 16 ديسمبر 1994، وعين اللاعب الكوري الجنوبي الدولي السابق جونغ بيونغ تاك كأول مدرب يشرف على أول مباراة له في الدوري والتي أقيمت في 25 مارس 1995، سجل أفضل نهاية له على الإطلاق في المركز الثاني عندما تم تعيين هوه جون مو كمدرب بين عامي 1996 و 1998، وحصل على ميدالية فائزين بكأس الاتحاد الإنجليزي خلال تلك الفترة.
في عام 1999، جاء النادي أيضًا في المركز الثاني في كأس الكؤوس الآسيوية، بفوزه على عملاق الدوري الياباني كاشيما أنتلرز 4-1. أصبحوا أبطال كأس الاتحاد الكوري للسنة الثانية على التوالي في عام 2007 ، في 27 ديسمبر 2007، عين النادي بارك هانج سيو مديرًا جديدًا له بعد أن تم تعيين المدير السابق هوه جونج مو في المنتخب الوطني، تم تأسيس منافس الفريق الكلاسيكي جونبك هيونداي موتورز في نفس العام.

## روابط خارجية
- الموقع الرسمي للنادي